# Wereldkampioenschap voetbal 2010 (Groep E) Nederland-Denemarken
In dit artikel wordt de wedstrijd tussen Nederland en Denemarken in Groep E tijdens het wereldkampioenschap voetbal van 2010, die werd gespeeld op 14 juni 2010, nader uitgelicht. Het was de dertigste ontmoeting tussen beide landen. De vorige confrontatie was een vriendschappelijke interland op 29 mei 2008 in Eindhoven, die eindigde in een 1-1 gelijkspel. Doelpuntenmakers waren Dirk Kuijt en Christian Poulsen.

## Wedstrijdgegevens[1]
| Datum                       | 14 juni 2010              | 14 juni 2010              |
| Stadion                     | Soccer City, Johannesburg | Soccer City, Johannesburg |
| Toeschouwers                | 83.465                    | 83.465                    |
| Scheidsrechter              | Stéphane Lannoy           | Stéphane Lannoy           |
| Assistenten                 | Eric Dansault Laurent Ugo | Eric Dansault Laurent Ugo |
| Vierde official             | Roberto Rosetti           | Roberto Rosetti           |
| Man van de wedstrijd        | Wesley Sneijder           | Wesley Sneijder           |
|                             | Nederland                 | Denemarken                |
| Doelpunten                  | 2                         | 0                         |
| Gele kaarten                | 2                         | 1                         |
| Rode kaarten                | 0                         | 0                         |
| Schoten op doel             | 10                        | 5                         |
| Schoten naast doel          | 6                         | 4                         |
| Overtredingen               | 13                        | 20                        |
| Hoekschoppen                | 6                         | 2                         |
| Buitenspel                  | 4                         | 2                         |
| Strafschoppen               | 0                         | 0                         |
| Balbezit (%)                | 63                        | 37                        |
| Totale afstand afgelegd (m) |                           |                           |

| Nederland | 2 – 0        | Denemarken |
| Daniel Agger 46' (e.d.) Dirk Kuijt 85' | goals        | |
| Bert van Marwijk | bondscoach   | Morten Olsen |
| Maarten Stekelenburg Gregory van der Wiel John Heitinga Joris Mathijsen Giovanni van Bronckhorst Mark van Bommel Dirk Kuijt Nigel de Jong 88' Robin van Persie 77' Wesley Sneijder Rafael van der Vaart 67' | opstellingen | Thomas Sørensen Christian Poulsen Simon Kjær Daniel Agger Lars Jacobsen Martin Jørgensen 62' Nicklas Bendtner 73' Thomas Kahlenberg Simon Poulsen Dennis Rommedahl 56' Thomas Enevoldsen |
| Eljero Elia 67' Ibrahim Afellay 77' Demy de Zeeuw 88' | wissels      | 56' Jesper Grønkjær 62' Mikkel Beckmann 73' Christian Eriksen |
| Nigel de Jong 44' Robin van Persie 49' | gele kaarten | 63' Simon Kjær |
| | rode kaarten | |

## Overzicht van wedstrijden
| Groepswedstrijden | | | |
| Groep A | Groep B | Groep C | Groep D |
| Zuid-Afrika - Mexico Uruguay - Frankrijk Zuid-Afrika - Uruguay Frankrijk - Mexico Mexico - Uruguay Frankrijk - Zuid-Afrika | Zuid-Korea - Griekenland Argentinië - Nigeria Argentinië - Zuid-Korea Griekenland - Nigeria Griekenland - Argentinië Nigeria - Zuid-Korea | Engeland - Verenigde Staten Algerije - Slovenië Slovenië - Verenigde Staten Engeland - Algerije Slovenië - Engeland Verenigde Staten - Algerije | Duitsland - Australië Servië - Ghana Duitsland - Servië Ghana - Australië Australië - Servië Ghana - Duitsland    |
| Groep E | Groep F | Groep G | Groep H |
| Nederland - Denemarken Japan - Kameroen Nederland - Japan Kameroen - Denemarken Kameroen - Nederland Denemarken - Japan    | Italië - Paraguay Nieuw-Zeeland - Slowakije Slowakije - Paraguay Italië - Nieuw-Zeeland Paraguay - Nieuw-Zeeland Slowakije - Italië       | Ivoorkust - Portugal Brazilië - Noord-Korea Brazilië - Ivoorkust Portugal - Noord-Korea Noord-Korea - Ivoorkust Portugal - Brazilië             | Honduras - Chili Spanje - Zwitserland Chili - Zwitserland Spanje - Honduras Chili - Spanje Zwitserland - Honduras |
| Achtste finales | | | |
| Uruguay - Zuid-Korea Verenigde Staten - Ghana                                                                              | Duitsland - Engeland Argentinië - Mexico                                                                                                  | Nederland - Slowakije Brazilië - Chili | Paraguay - Japan Spanje - Portugal                                                                                |
| Kwartfinales | | | |
| Brazilië - Nederland | Uruguay - Ghana | Argentinië - Duitsland | Paraguay - Spanje                                                                                                 |
| Halve finales | | | |
| Nederland - Uruguay | Nederland - Uruguay | Duitsland - Spanje | Duitsland - Spanje                                                                                                |
| Troostfinale | | | |
| Uruguay - Duitsland | | | |
| Finale | | | |
| Spanje - Nederland | | | |